# Elecciones parlamentarias de Montenegro de 1907
El 31 de octubre de 1907 se celebraron elecciones parlamentarias en Montenegro.

## Antecedentes
Las elecciones fueron boicoteadas por el Partido Popular (miembros del Club), que se había quejado de intimidación y afirmaba que se les había presentado como hostiles al príncipe Nicolás. Las oficinas de la revista del Partido Popular en Nikšić fueron destrozadas en dos ocasiones, mientras que un café conocido por ser lugar de reunión de los miembros del Partido Popular también fue atacado. La corte real y el ejército apoyaron al recién creado Partido Popular Verdadero monárquico (los derechistas).

## Resultado
La recién elegida Asamblea Nacional de Montenegro (parlamento) se reunió por primera vez el 21 de noviembre de 1907. Tras las elecciones, 150 miembros del boicoteado Partido Popular (NS) fueron detenidos por supuesta traición.